# Aan gene zijde (roman)
Aan gene zijde (Duits: Die andere Seite) is een roman van de Oostenrijkse auteur Alfred Kubin. Het ontstond vanuit een creatieve crisis in de herfst van 1908 en werd in 1909 uitgegeven met 52 illustraties, waaronder een kaart, van de schrijver zelf. De roman is het enige literaire werk van de kunstenaar.

## Verhaal
De protagonist, die net als Kubin tekenaar is, reist naar Perle, de hoofdstad van het droomrijk, dat diep in Azië is gesticht door de multimiljonair Claus Patera. De geheimzinnige en altijd in schemering gehulde stad is voor de tekenaar eerst een welkome bron van inspiratie. Na de dood van zijn vrouw groeit de fascinatie, maar langzamerhand verandert het rijk in een horrorversie van zichzelf, tot het uiteenvalt in een apocalyptische ondergang.

### Eerste deel,De oproep
Hoofdstuk 1, BezoekDe verteller krijgt bezoek van Franz Gautsch, een boodschapper van Claus Patera. De verteller en Patera kennen elkaar via de gemeenschappelijke schooltijd op het gymnasium in Salzburg. Gautsch nodigt de verteller uit om met hem naar het droomrijk te gaan, dat Patera ergens diep in Azië heeft gesticht. In het rijk gelden bepaalde ideologieën, zoals de afwijzing van de vooruitgang, in het bijzonder die van de wetenschap. Hij overhandigt de verteller een brief met uitnodiging en een portretje van Patera. De verteller wordt nieuwsgierig en besluit, na de ontvangst van een cheque met 100.000 mark, om te gaan. Ook zijn vrouw wil mee als blijkt dat de cheque gedekt is.
Hoofdstuk 2, De reisAls in een traditioneel reisverhaal schildert de verteller de reis naar Centraal-Azië per trein, boot en karavaan en de aankomst bij een muur, de grens van het droomrijk.

### Tweede deel,Perle
Hoofdstuk 1, AankomstMet de trein komen ze aan in Perle. De eerste indruk is teleurstellend. De verteller verzucht dat elk willekeurig gat thuis er net zo uitziet. Zijn vrouw is daarentegen blij dat de lucht zo mild is.
Hoofdstuk 2, Patera's scheppingOnderbroken door persoonlijke belevenissen bericht de verteller over de schepping van Patera. Het belangrijkste kenmerk is dat de zon er nooit schijnt, omdat het rijk van de buitenwereld is afgesloten door een permanent wolkendek. Ook de verschillende wijken van Perle en hun bewoners passeren de revue.
Hoofdstuk 3, Het leven van alledagHet eerste wat de verteller opvalt, is dat de bevolking kleding draagt uit de tijd van hun ouders en grootouders. Het echtpaar vindt een huis, en al snel passen ze zich aan de zeden en gewoonten van de droomstedelingen. De verteller vindt een baantje bij de Droomspiegel, een geïllustreerd blad. Ze merken dat geldzaken volledig van toevalligheden afhangen. Verzoeken worden als gevolg van vormfouten nooit afgehandeld. De verteller raakt bevriend met een kapper, die meer filosoof dan kapper is. Een brief die de verteller aan een vriend buiten het droomrijk stuurt, komt na twee jaar retour als niet te bezorgen. In de brief vertelt hij over de toren in het midden van de stad die een voorname rol schijnt te spelen in de religieuze zeden van het land. Niemand spreekt daar echter over. Iedereen schijnt zich te schikken in zijn lot. In de buurt van het echtpaar woont de twistzieke prinses von X die hen, net als enkele studenten, het leven zuur maakt. De vrouw van de verteller wordt bang door de geluiden die hen 's nachts plagen.
Hoofdstuk 4, BetoverdDe vrouw van de verteller ziet Patera en wordt almaar banger. De verteller brengt meer en meer tijd door in het koffiehuis, terwijl zij thuis blijft. Bovendien wordt de financiële situatie voor het paar almaar slechter, want hun geld is verdwenen. Ten slotte beweert de vrouw dat het spookt, en de verteller bezoekt de zuivelwinkel om in de kelder een verwaarloosd paard te ontdekken dat in doodsangst langs hem rent. De gang waardoor het paard verdwijnt komt uit in het koffiehuis. Daar vertelt een onbekende persoon hem dat gebeurtenis te maken heeft met 'de klap', die als epileptisch aanval van Patera kan worden gezien. Het gaat de vrouw slechter en slechter, en ze besluiten een dagje de bergen in te gaan. Onderweg klaagt de vrouw dat het haar slechter gaat en ze keren terug. Dan lukt het de verteller Patera te spreken, en hij verzoekt hem zijn vrouw te helpen. Op de vraag aan Patera of hij gelukkig is, antwoordt deze: "Geef mij een ster, geef mij een ster", waarop de verteller vlucht. De verteller treft daarop zijn vrouw stervend aan. Na de begrafenis raadt iedereen hem aan haar zo snel mogelijk te vergeten. Diezelfde nacht nog stort hij zich in de armen van mevrouw Lampenbogen, de vrouw van de huisarts. In de dagen daarop verschijnt de Amerikaan Hercules Bell.
Hoofdstuk 5, De voorstadDe verteller gaat naar de voorstad en ontmoet daar de blauwogigen, de oorspronkelijke bewoners van het droomrijk. Zij komen bij hem als zeer rustig over. Later zoekt hij ze op, om bij hen de nodige rust te vinden. De verteller legt de filosofie van de blauwogigen uit. De wereld is de kracht van de inbeelding, die wordt verkregen door je lang op iets te concentreren. De verteller beleeft een verwarrende droom, die als vooruitblik van wat komen gaat kan worden gezien.

### Derde deel,De ondergang van het droomrijk
Hoofdstuk 1, De tegenstanderDe Amerikaan Hercules Bell komt uit Philadelphia en is onmetelijk rijk. Daarmee heeft hij dezelfde status als Patera. Met een proclamatie wil Bell een revolutie veroorzaken.
Hoofdstuk 2, De buitenwereldDe buitenwereld is niet geïnformeerd over het droomrijk, en men probeert het te vinden, want enkele bewoners van het droomrijk worden vermist, zoals prinses von X.
Hoofdstuk 3, De helHercules Bell kijkt in de spiegel en stelt vast dat hij even machtig is als Patera. Ondertussen maakt een slaapziekte zich meester van de droomstedelingen. Waar men ook mee bezig is, iedereen valt in slaap. Alleen Bell blijft wakker. Bij het ontwaken bevinden de droomstedelingen zich in een gigantisch dierenparadijs. Een regelrechte plaag komt over het rijk, en de dieren nemen in zekere zin het rijk over. Langzamerhand komt er een verval van zeden en van materiaal. Schimmels en slijm bedekken de huizen en de kleren. Het eten is daardoor nauwelijks te genieten. Er breekt een rebellie uit, en de meeste mensen sterven. Het lukt niet meer om de lijken te begraven.
Hoofdstuk 4, Visioenen – De dood van PateraIn een vooruitziende scène vechten Patera en Bell met elkaar, en het lijkt erop dat Bell wint. Het droomrijk gaat ten onder. In een grot bewijzen de blauwogigen Patera de laatste eer.
Hoofdstuk 5, BesluitDe buitenwereld, en daarmee de zon, dringen het voormalige droomrijk binnen. Weinigen hebben het overleefd. Er wordt een mummie van prinses von X gevonden en het lukt haar weer tot leven te wekken.
EpiloogIn een epiloog laat de verteller weten hoe het sindsdien met hem is gegaan.

## Thematisch
Het centrale thema lijkt de naadloze overgang tussen droom en werkelijkheid te zijn, die Kubin beschrijft als "een droom in een droom". Tegelijk is het een bevestiging van het bestaan van de dualiteit en de samenhang tussen tegenstellingen. Dit komt bijvoorbeeld tot uiting in de titanenstrijd tussen de proteusfiguur van Patera en zijn tegenstander, de Amerikaanse vlees-in-blikfabrikant Hercules Bell, die in de beschrijving van hun strijd tot één persoon worden. De roman sluit dan ook af met de woorden: "De wereldziel leidt een dubbel leven" (Duits: Der Demiurg ist ein Zwitter).
Het werk heeft een gelaagde structuur door zijn beschrijvingen van de wereld van de droom (het is niet bekend of Kubin op de hoogte was De droomduiding van Sigmund Freud uit 1908) en de uitsluiting van de zieken (de droomstedelingen zijn veelal zenuwlijders), die hier onder een sluier van wolken verborgen blijven.

## Gevolgen
In 1922 schrijft Kubin over zijn leven als dromer: "Het leven is een droom! Niets lijkt mij meer terecht dan deze van ouds bekende vergelijking."
Die andere Seite beleefde bij eerste druk een doorslaand succes bij literatoren en kunstenaars. Tegelijk is het tot op de huidige dag een nauwelijks bekend werk.
Als "fantastische roman" (de ondertitel van het boek) heeft het invloed gehad op het werk van Gustav Meyrink, Franz Kafka en de Duitse surrealisten, voor wie Kubin als wegbereider geldt. Het boek staat in de traditie van schrijvers als Poe en E.T.A. Hoffmann, die Kubin als illustrator goed kende.
VertalingHet boek werd in 1985 door Pé Hawinkels naar het Nederlands vertaald en uitgegeven door Bres BV in Amsterdam.
VerfilmingIn 1973 werd het boek onder de titel Traumstadt verfilmd door Johannes Schaaf.
OperaMichael Obst verwerkte Aan gene zijde tot een opera (libretto Hermann Schneider). Deze werd op 25 september 2010 voor het eerst in Würzburg opgevoerd in het Mainfrankentheater.